# میرکو اسلومکا
میرکو اسلومکا (انگلیسی: Mirko Slomka؛ زادهٔ ۱۲ سپتامبر ۱۹۶۷) بازیکن فوتبال اهل آلمان است.
از باشگاه‌هایی که در آن بازی کرده‌است می‌توان به باشگاه فوتبال شالکه ۰۴ و باشگاه فوتبال هانوفر ۹۶ اشاره کرد.